# Stade Lavallois
Stade Lavallois Mayenne Football Club, denumit și Stade Laval sau pur și simplu Laval, este un club de fotbal francez situat în Laval, în vestul Franței. Clubul a fost înființat la 17 iulie 1902 și joacă în prezent în Ligue 2, al doilea nivel al fotbalului francez. Laval își dispută meciurile de acasă pe Stade Francis Le Basser, situat în oraș.

## Manageri
- Antoine Raab (1949–1950)
- André Sorel (1954–1958)
- Robert Heuillard (1958–1963)
- Jean Barré (1963–1968)
- Michel Le Millinaire (1968–oct. 92)
- Bernard Maligorne (oct. 1992–95)
- Denis Troch (ian. 1995–97)
- Hervé Gauthier (1997–2001)
- Victor Zvunka (2001–2003)
- Francis Smerecki (2003–4 ian.)
- Alex Dupont (ian. 2004–iun. 4)
- Denis Troch (2004–2007)
- Philippe Hinschberger (2007–2014)
- Denis Zanko (2014–2016)
- Marco Simone (2016–2017)
- Thierry Goudet 2017
- Jean-Marc Nobilo 2017
- Manuel Pires (interimar) (2017–2018)
- François Ciccolini (2018–2019)
- Pascal Braud (interimar) (2019)[1]
- Olivier Frapolli (2019–prezent)